# Tafalisca evimon
Tafalisca evimon är en insektsart som beskrevs av Otte, D. och Perez-gelabert 2009. Tafalisca evimon ingår i släktet Tafalisca och familjen syrsor. Inga underarter finns listade i Catalogue of Life.